# Метод Риттера
Ме́тод Ри́ттера — используемый в теоретической механике (в разделе статики твёрдого тела) метод расчёта усилий в стержнях ферм.
Метод Риттера (метод сечений или моментных точек), разработанный в 1862 году немецким механиком Августом Риттером, применяется главным образом для расчёта плоских ферм. Метод заключается в простом и точном способе определения усилий в стержнях с помощью специального сечения (разреза) фермы. Разрез должен делить ферму на две несвязанные части, пересекать три стержня (не больше и не меньше), а в каждой из частей должен быть хотя бы один стержень.
Неизвестные (искомые) реакции разрезанных стержней направляют в сторону сечения, что соответствует положительным усилиям в растянутых стержнях. Если же в конечном итоге усилие получится с отрицательным знаком, то это будет означать, что стержень сжат.
После мысленного «разрезания» фермы и обозначения усилий составляют уравнения равновесия выбранной части фермы (желательно, где меньше сил)
ΣМ относительно точки Риттера. =0.
Точка Риттера (или моментная точка) стержня сечения находится на пересечении линий действия усилий в двух других стержнях. Точка может находиться на ферме, а может лежать на продолжении стержней далеко за пределами самой фермы. Если же такой точки нет (стержни параллельны), то следует вместо уравнения моментов составить уравнение проекций на ось, перпендикулярную параллельным стержням.
Метод — не универсальный: бывают случаи, когда сечения Риттера для какого-то стержня нет. Главное в методе — независимый способ определения усилий так, чтобы значение в одном не влияло на значение другого; именно такое влияние (накопление ошибок округления) является недостатком метода вырезания узлов. Существуют и исключительные случаи, когда можно рассечь четыре и более стержней и найти усилие в нужном стержне, составив всего одно уравнение моментов.
Метод плохо применим при компьютерных расчётах. Значительно проще алгоритмы расчёта фермы на основе метода вырезания узлов. Для проверки несложных расчётов можно применять графический метод — диаграмму Максвелла — Кремоны.